# 1350
Пізнє Середньовіччя •  Реконкіста •  Ганза •  Авіньйонський полон пап •  Монгольська імперія •  Чорна смерть •  Столітня війна

## Геополітична ситуація
Імператором Візантії є Іоанн VI Кантакузин (до 1354). Карл IV Люксембург має титул короля Німеччини. У Франції править Іоанн II Добрий (до 1364).
Апеннінський півострів розділений: північ належить Священній Римській імперії, середню частину займає Папська область, південь належить Неаполітанському королівству. Деякі міста півночі: Венеція, Піза, Генуя тощо, мають статус міст-республік. Триває боротьба гвельфів та гібелінів.
Майже весь Піренейський півострів займають християнські Кастилія і Леон, де править Педро I (до 1366), Арагонське королівство та Португалія, під владою маврів залишилися тільки землі на самому півдні. Едуард III королює в Англії (до 1377), Магнус Еріксон є королем Швеції (до 1364), а його син Гокон VI — Норвегії (до 1380), королем Польщі — Казимир III (до 1370). У Литвії княжить Ольгерд (до 1377).
Руські землі перебувають під владою Золотої Орди. Триває війна за галицько-волинську спадщину між Польщею та Литвою. Польський король Казимир III захопив Галичину, литовський князь Ольгерд — Волинь.
У Києві править князь Федір Іванович. Ярлик на володимирське князівство має московський князь Симеон Гордий (до 1353).
Монгольська імперія займає більшу частину Азії, але вона розділена на окремі улуси, що воюють між собою. У Китаї, зокрема, править монгольська династія Юань. У Єгипті владу утримують мамлюки. Мариніди правлять у Магрибі. Делійський султанат є наймогутнішою державою Індії. В Японії триває період Муроматі.
Цивілізація мая переживає посткласичний період. Почали зароджуватися цивілізація ацтеків та інків.

## Події
- Литовський князь Ольгерд відвоював у поляків частину Волині. Між Литвою та Польщею укладено нетривкий мир.
- Чорна смерть добралася до Швеції та Ісландії.
- Французьке королівство очолив Іоанн II Добрий.
- Королем Кастилії та Леону став Педро I Жорстокий.
- Англійський флот здобув перемогу над кастильським у битві, що отримала назву битва іспанців на морі.
- Кола ді Рієнцо, якого вигнали з Риму, прибув до Праги, щоб отримати підтримку від Карла IV, однак король Німеччини посадив його у в'язницю.
- Папа римський Климент VI оголосив 1350 рік ювілейним, і до Риму та Авіньйона зібралися натовпи прочан.
- У Голландському графстві утворилися ворожі одна до одної Ліга тріски та Ліга гачків, почалася війна гачків і тріски.
- Угорський король Людвік I Великий захопив Аверсу в Неаполітанському королівстві. Після цього між ним і королевою Джованною I укладено угоду про перемир'я.
- Між Генуєю й Венецією почалася Війна за протоки — генуезці намагалися закрити венеційцям прохід до Чорного моря.

## Народились
- 12 жовтня — Дмитро Донський, князь Володимирський і Московський.

## Померли
- 18 лютого — Акамацу Норімура, японський самурайський полководець періоду Намбокутьо.